# Rauiella plumaria
Rauiella plumaria là một loài Rêu trong họ Thuidiaceae. Loài này được (Mitt.) Wijk & Margad. miêu tả khoa học đầu tiên năm 1962.